# Список чемпионов Bellator

## Действующие чемпионы
| Дивизион             | Чемпион            | Дата завоевания титула                      | Количество защит |
| -------------------- | ------------------ | ------------------------------------------- | ---------------- |
| Мужчины (MMA)        |                    |                                             |                  |
| Тяжёлый вес          | Райан Бейдер       | 26 января 2019 (Bellator 214)               | 3                |
| Полутяжёлый вес      | Вадим Немков       | 21 августа 2020 (Bellator 244)              | 4                |
| Средний вес          | Джонни Эблин       | 24 июня 2022 (Bellator 282)                 | 2                |
| Полусредний вес      | Джейсон Джексон    | 17 ноября 2023 (Bellator 301)               | 0                |
| Лёгкий вес           | Усман Нурмагомедов | 18 ноября 2022 (Bellator 288)               | 1                |
| Полулёгкий вес       | Патрисио Фрейре    | 15 апреля 2022 (Bellator 277)               | 1                |
| Легчайший вес        | Патрик Микс        | 17 ноября 2023 (Bellator 301)               | 0                |
| Женщины (MMA)        |                    |                                             |                  |
| Полулёгкий вес       | Крис Киборг        | 25 января 2020 (Bellator 238)               | 5                |
| Наилегчайший вес     | Лиз Кармуш         | 22 апреля 2022 (Bellator 278)               | 3                |
| Мужчины (кикбоксинг) |                    |                                             |                  |
| Полусредний вес      | Карим Гаджи        | 14 апреля 2017 года (Bellator Kickboxing 6) | 0                |
| Женщины (кикбоксинг) |                    |                                             |                  |
| Наилегчайший вес     | Дениз Килхотз      | 10 декабря 2016 года (Bellator 168)         | 1                |

## Обладатели чемпионских титулов ММА

### Чемпионы в тяжёлом весе
206 — 265 фунтов (93 — 120 кг)
Здесь и далее: строки с синим фоном и нумерацией вида В1 означают титул временного чемпиона.
| № | Фото | Имя                                                                           | Дата и событие                                          | Защиты | Дней  |
| --- | ---- | ----------------------------------------------------------------------------- | ------------------------------------------------------- | --- | ----- |
| 1 |      | Коул Конрад (поб. Нила Гроува)                                                | 14 октября 2010 Bellator 32 (Канзас-Сити, Миссури)      | 1. поб. Эрика Приндла 25 мая 2012 на Bellator 70 (Нью-Орлеан, Луизиана) | 699   |
| В сентябре 2012 года Конрад заявил о завершении карьеры.                                                               |      |                                                                               |                                                         | |       |
| 2 |      | Александр Волков (поб. Ричарда Хейла)                                         | 14 декабря 2012 Bellator 84 (Хэммонд, Индиана)          | | 337   |
| 3 |      | Виталий Минаков                                                               | 15 ноября 2013 Bellator 108 (Атлантик-Сити, Нью-Джерси) | 1. поб. Чейка Конго 4 апреля 2014 на Bellator 115 (Рино, Невада) | 911   |
| 14 мая 2016 года Bellator объявил о лишении Минакова титула в связи с отсутствием защит в течение длительного времени. |      |                                                                               |                                                         | |       |
| 4 |      | Райан Бейдер (поб. Федора Емельяненко)                                        | 26 января 2019 Bellator 214 (Инглвуд, Калифорния)       | 1. NC с Чейком Конго 7 сентября 2019 на Bellator 226 (Сан-Хосе, Калифорния) 2. поб. Валентина Молдавского 29 января 2022 на Bellator 273 (Финикс, Аризона) 3. поб. Федора Емельяненко 4 февраля 2023 на Bellator 290 (Инглвуд, Калифорния) | 2382+ |
| В1 |      | Валентин Молдавский (поб. Тимоти Джонсона в бою за титул временного чемпиона) | 25 июня 2021 Bellator 261 (Анкасвилл, Коннектикут)      | |       |

### Чемпионы в полутяжёлом весе
186 — 205 фунтов (84 — 93 кг)
| №  | Фото | Имя                                                                        | Дата и событие                                        | Защиты | Дней |
| -- | ---- | -------------------------------------------------------------------------- | ----------------------------------------------------- | --- | ---- |
| 1  |      | Кристиан М’Пумбу (поб. Ричарда Хейла)                                      | 21 мая 2011 Bellator 45 (Лэйк-Чарльз, Луизиана)       | | 650  |
| 2  |      | Аттила Вег                                                                 | 28 февраля 2013 Bellator 91 (Рио-Ранчо, Нью-Мексико)  | | 387  |
| В1 |      | Эмануэль Ньютон (поб. Мухаммеда Лаваля в бою за титул временного чемпиона) | 2 ноября 2013 Bellator 106 (Лонг-Бич, Калифорния)     | |      |
| 3  |      | Эмануэль Ньютон (поб. Аттилу Вега в бою за титул бесспорного чемпиона)     | 21 марта 2014 Bellator 113 (Малвеин, Канзас)          | 1. поб. Джоуи Бельтрана 12 сентября 2014 на Bellator 124 (Плимут Тауншип, Мичиган) 2. поб. Линтона Васселла 24 октября 2014 на Bellator 103 (Малвэйн, Канзас) | 343  |
| 4  |      | Лиам Макгири                                                               | 27 февраля 2015 Bellator 134 (Анкасвилл, Коннектикут) | 1 поб. Тито Ортиса 19 сентября 2015 на Bellator MMA & Glory: Dynamite 1 (Сан-Хосе, Калифорния) | 617  |
| 5  |      | Фил Дэвис                                                                  | 4 ноября 2016 Bellator 163 (Анкасвилл, Коннектикут)   | | 232  |
| 6  |      | Райан Бейдер                                                               | 24 июня 2017 Bellator NYC (Нью-Йорк)                  | 1 поб. Линтона Васселла 3 ноября 2017 на Bellator 186 (Юниверсити-Парк, Пенсильвания) | 1155 |
| 7  |      | Вадим Немков                                                               | 21 августа 2020 Bellator 244 (Анкасвилл, Коннектикут) | 1. поб. Фила Дэвиса 16 апреля 2021 на Bellator 257 (Анкасвилл, Коннектикут) 2. поб. Юлиуса Англикаса 16 октября 2021 на Bellator 268 (Финикс, Аризона) NC с Кори Андресоном 15 апреля 2022 на Bellator 277 (Сан-Хосе, Калифорния) 3. поб. Кори Андресона 18 ноября 2022 на Bellator 288 (Чикаго, Иллинойс) 4. поб. Йоэля Ромеро 16 июня 2023 на Bellator 297 (Чикаго, Иллинойс) 5. поб. Бруно Каппелоца 24 февраля 2024 на PFL vs Bellator (Эр-Рияд, Саудовская Аравия) | 1809 |

### Чемпионы в среднем весе
171 — 185 фунтов (77 — 84 кг)
| № | Фото | Имя                                       | Дата и событие                                        | Защиты | Дней    |
| --- | ---- | ----------------------------------------- | ----------------------------------------------------- | --- | ------- |
| 1 |      | Эктор Ломбард (поб. Джареда Хесса)        | 19 июня 2009 Bellator 12 (Холливуд, Флорида)          | 1. поб. Александра Шлеменко 28 октября 2010 на Bellator 34 (Холливуд, Флорида) | 1040    |
| В апреле 2012 года Ломбард перешёл в UFC и таким образом лишился титула чемпиона Bellator.                              |      |                                           |                                                       | |         |
| 2 |      | Александр Шлеменко (поб. Майкела Фалкана) | 7 февраля 2013 Bellator 88 (Дулут, Миннесота)         | 1. поб. Бретта Купера 7 сентября 2013 на Bellator 98 (Анкасвилл, Коннектикут) 2. поб. Дага Маршалла 22 ноября 2013 на Bellator 109 (Бетлехем, Пенсильвания) 3. поб. Бреннана Уорда 28 марта 2014 на Bellator 114 (Вест-Вэлли-Сити, Юта) | 597     |
| 3 |      | Брэндон Холси                             | 26 сентября 2014 Bellator 126 (Финикс, Аризона)       | | 230     |
| Хэлси был лишён титула 14 мая 2015 после того, как не смог уложиться в рамки среднего веса перед первой защитой титула. |      |                                           |                                                       | |         |
| 4 |      | Рафаэл Карвалью (поб. Брэндона Холси)     | 23 октября 2015 Bellator 144 (Анкасвилл, Коннектикут) | 1. поб. Мелвина Манхуфа 20 мая 2016 на Bellator 155 (Бойсе, Айдахо) 2. поб. Мелвина Манхуфа 8 апреля 2017 на Bellator 176 (Турин, Италия) 3. поб. Алессио Сакару 9 декабря 2017 на Bellator 190 (Флоренция, Италия)                     | 945     |
| 5 |      | Гегард Мусаси                             | 25 мая 2018 Bellator 200 (Лондон, Англия)             | 1. поб. Рори Макдональд 29 сентября 2018 на Bellator 206 (Сан-Хосе, Калифорния) | 394     |
| 6 |      | Рафаэль Ловато                            | 22 июня 2019 Bellator 223 (Лондон, Англия)            | | 233     |
| В феврале 2020 Ловато отказался от титула ввиду проблем со здоровьем.                                                   |      |                                           |                                                       | |         |
| 7 |      | Гегард Мусаси (2)                         | 29 октября 2020 Bellator 250 (Анкасвилл, Коннектикут) | 1. поб. Джона Солтера 13 августа 2021 на Bellator 264 (Анкасвилл, Коннектикут) 2. поб. Остина Вандерфорда 25 февраля 2022 на Bellator 275 (Дублин, Ирландия)                                                                            | 604/998 |
| 8 |      | Джонни Эблин                              | 24 июня 2022 Bellator 282 (Анкасвилл, Коннектикут)    | 1. поб. Анатолия Токова 4 февраля 2023 на Bellator 290 (Инглвуд, Калифорния) 2. поб. Фабиана Эдвардса 23 сентября 2023 на Bellator 299 (Дублин, Ирландия)                                                                               | 1137+   |

### Чемпионы в полусреднем весе
156 — 170 фунтов (70 — 77 кг)
| № | Фото | Имя                                                                 | Дата и событие                                          | Защиты | Дней     |
| --- | ---- | ------------------------------------------------------------------- | ------------------------------------------------------- | --- | -------- |
| 1 |      | Лайман Гуд (поб. Омара де ла Круса)                                 | 12 июня 2009 Bellator 11 (Анкасвилл, Коннектикут)       | | 485      |
| 2 |      | Бен Аскрен                                                          | 21 октября 2010 Bellator 33 (Филадельфия, Пенсильвания) | 1. поб. Джея Хирона 29 октября 2011 на Bellator 56 (Канзас-Сити, Канзас) 2. поб. Дугласа Лиму 6 апреля 2012 на Bellator 64 (Уинсор, Онтарио) 3. поб. Карла Амуссу 24 января 2013 на Bellator 86 (Такервилл, Оклахома) 4. поб. Андрея Корешкова 31 июля 2013 на Bellator 97 (Рио-Ранчо, Нью-Мексико) | 1120     |
| Титул освободился 14 ноября 2014 года в связи с истечением контракта Аскрена с Bellator. |      |                                                                     |                                                         | |          |
| 3 |      | Дуглас Лима                                                         | 18 апреля 2014 Bellator 117 (Каунсил-Блафс, Айова)      | | 455      |
| 4 |      | Андрей Корешков                                                     | 17 июля 2015 Bellator 140 (Анкасвилл, Коннектикут)      | 1. поб. Бенсона Хендерсона 22 апреля 2016 на Bellator 153 (Анкасвилл, Коннектикут) | 482      |
| 5 |      | Дуглас Лима (2)                                                     | 10 ноября 2016 Bellator 164 (Тель-Авив, Израиль)        | 1. поб. Лоренза Ларкина 24 июня 2017 на Bellator NYC (Нью-Йорк) | 437/892  |
| 6 |      | Рори Макдональд                                                     | 20 января 2018 Bellator 192 (Инглвуд, Калифорния)       | 1. нич. с Джоном Фитчем 27 апреля 2019 на Bellator 220 (Инглвуд, Калифорния) 2. поб. Неймана Грейси 14 июня 2019 на Bellator 222 (Нью-Йорк, Нью-Йорк) | 644      |
| 7 |      | Дуглас Лима (3)                                                     | 26 октября 2019 Bellator 232 (Анкасвилл, Коннектикут)   | | 594/1486 |
| 8 |      | Ярослав Амосов                                                      | 11 июня 2021 Bellator 260 (Анкасвилл, Коннектикут)      | 1. поб. Логана Сторли 25 февраля 2023 на Bellator 291 (Дублин, Ирландия) | 889      |
| После начала российского вторжения на территорию Украины Амосов вступил в ряды территориальной обороны и, таким образом, не мог проводить подготовку и участвовать в профессиональных спортивных боях. Bellator объявил о розыгрыше временного титула. |      |                                                                     |                                                         | |          |
| В1 |      | Логан Сторли (поб. Майкла Пэйдж в бою за титул временного чемпиона) | 13 мая 2022 Bellator 281 (Лондон, Англия)               | |          |
| 9 |      | Джейсон Джексон                                                     | 17 ноября 2023 Bellator 301 (Чикаго, Иллинойс)          | | 626+     |

### Чемпионы в лёгком весе
146 — 155 фунтов (66 — 70 кг)
| № | Фото | Имя                                                                   | Дата и событие                                      | Защиты | Дней     |
| --- | ---- | --------------------------------------------------------------------- | --------------------------------------------------- | --- | -------- |
| 1 |      | Эдди Альварес (поб. Тоби Имаду)                                       | 19 июня 2009 Bellator 12 (Холливуд, Флорида)        | 1. поб. Пэта Каррена 2 апреля 2011 на Bellator 39 (Анкасвилл, Коннектикут) | 883      |
| 2 |      | Майкл Чендлер                                                         | 19 ноября 2011 Bellator 58 (Холливуд, Флорида)      | 1. поб. Рика Хоуна 17 января 2013 на Bellator 85 (Ирвайн, Калифорния) 2. поб. Дэвида Рикклза 31 июля 2013 на Bellator 97 (Рио-Ранчо, Нью-Мексико) | 715      |
| 3 |      | Эдди Альварес (2)                                                     | 2 ноября 2013 Bellator 106 (Лонг-Бич, Калифорния)   | | 290/1173 |
| Ввиду травмы Альвареса защита им титула на Bellator 120 против Чендлера была отменена. На замену вышел победитель Гран-при лёгкого веса Уилл Брукс, разыгравший с Чендлером титул временного чемпиона. |      |                                                                       |                                                     | |          |
| В1 |      | Уилл Брукс (поб. Майкла Чендлера в бою за титул временного чемпиона)  | 17 мая 2014 Bellator 120 (Саутхейвен, Миссисипи)    | |          |
| В августе 2014 года Альварес перешёл в UFC и отказался от титула чемпиона, который был разыгран Бруксом и Чендлером.                                                                                   |      |                                                                       |                                                     | |          |
| 4 |      | Уилл Брукс (поб. Майкла Чендлера в бою за титул бесспорного чемпиона) | 15 ноября 2014 Bellator 131 (Сан-Диего, Калифорния) | 1. поб. Дейва Дженсена 10 апреля 2015 на Bellator 136 (Сан-Диего, Калифорния) 2. поб. Марцина Хельда 6 ноября 2015 на Bellator 145 (Сент-Луис, Миссури) | 546      |
| 14 мая 2016 года Bellator объявил о нежелании продлевать контракт с Бруксом, в связи с чем титул стал вакантным.                                                                                       |      |                                                                       |                                                     | |          |
| 5 |      | Майкл Чендлер (2) (поб. Патрики Фрейре)                               | 24 июня 2016 Bellator 157 (Сент-Луис, Миссури)      | 1. поб. Бенсона Хендерсона 19 ноября 2016 на Bellator 165 (Сан-Хосе, Калифорния) | 365/1080 |
| 6 |      | Брент Примус                                                          | 24 июня 2017 Bellator NYC (Нью-Йорк)                | | 539      |
| 7 |      | Майкл Чендлер (3)                                                     | 14 декабря 2018 Bellator 212 (Гонолулу, Гавайи)     | | 149      |
| 8 |      | Патрисиу Фрейри                                                       | 12 мая 2019 Bellator 221 (Чикаго, Иллинойс)         | | 879      |
| Фрейри освободил титул 6 октября 2021 года. |      |                                                                       |                                                     | |          |
| 9 |      | Патрики Фрейри (поб. Питера Куилли)                                   | 5 ноября 2021 Bellator 270 (Дублин, Ирландия)       | | 378      |
| 10 |      | Усман Нурмагомедов                                                    | 18 ноября 2022 Bellator 288 (Чикаго, Иллинойс)      | 1. поб. Бенсона Хендерсона 10 марта 2023 на Bellator 292 (Сан-Хосе, Калифорния) NC с Брентом Примусом 7 октября 2023 на Bellator 300 (Сан-Диего, Калифорния) 2. поб. Александр Шаблий 7 сентября 2024 на Bellator Champions Series 4 (Сан-Диего, Калифорния) 3. поб. Пол Хьюз 25 января 2025 на "PFL: Road to Dubai" (Абу-Даби, ОАЭ) | 990+     |

### Чемпионы в полулёгком весе
136 — 145 фунтов (61 — 66 кг)
| №  | Фото | Имя                         | Дата и событие                                        | Защиты | Дней       |
| -- | ---- | --------------------------- | ----------------------------------------------------- | --- | ---------- |
| 1  |      | Джо Сото (поб. Яира Рейеса) | 5 июня 2009 Bellator 10 (Онтарио, Калифорния)         | | 454        |
| 2  |      | Джо Уоррен                  | 2 сентября 2010 Bellator 27 (Сан-Антонио, Техас)      | | 554        |
| 3  |      | Пэт Каррен                  | 9 марта 2012 Bellator 60 (Хэммонд, Индиана)           | 1. поб. Патрисиу Фрейри 17 января 2013 на Bellator 85 (Ирвайн, Калифорния) 2. поб. Шахбулата Шамхалаева 4 апреля 2013 на Bellator 95 (Атлантик-Сити, Нью-Джерси) | 604        |
| 4  |      | Дэниел Страус               | 2 ноября 2013 Bellator 106 (Лонг-Бич, Калифорния)     | | 133        |
| 5  |      | Пэт Каррен (2)              | 14 марта 2014 Bellator 112 (Хаммонд, Индиана)         | | 176/780    |
| 6  |      | Патрисиу Фрейри             | 5 сентября 2014 Bellator 123 (Анкасвилл, Коннектикут) | 1. поб. Дэниела Страуса 16 января 2015 на Bellator 132 (Темекьюла, Калифорния) 2. поб. Даниэля Вайхеля 19 июня 2015 на Bellator 138 (Сент-Луис, Миссури) | 428        |
| 7  |      | Дэниел Страус (2)           | 6 ноября 2015 Bellator 145 (Сент-Луис, Миссури)       | | 355        |
| 8  |      | Патрисиу Фрейри (2)         | 21 апреля 2017 Bellator 178 (Анкасвилл, Коннектикут)  | 1. поб. Даниэля Вайхеля 14 июля 2018 на Bellator 203 (Рим, Италия) 2. поб. Эммануэля Санчеса 15 ноября 2018 на Bellator 209 (Тель-Авив, Израиль) 3. поб. Хуана Арчулету 28 сентября 2019 на Bellator 228 (Инглвуд, Калифорния) 4. поб. Педру Карвалью 12 ноября 2020 на Bellator 252 (Анкасвилл, Коннектикут) 5. поб. Эммануэля Санчеса 2 апреля 2021 на Bellator 255 (Анкасвилл, Коннектикут) | 1562/1990  |
| 9  |      | Эй Джей Макки               | 31 июля 2021 Bellator 263 (Инглвуд, Калифорния)       | | 259        |
| 10 |      | Патрисиу Фрейри (3)         | 15 апреля 2022 Bellator 277 (Сан-Хосе, Калифорния)    | 1. поб. Адама Борикса 1 октября 2022 на Bellator 286 (Лонг-Бич, Калифорния) | 183+/2173+ |

### Чемпионы в легчайшем весе
126 — 135 фунтов (57 — 61 кг)
| № | Фото | Имя                                                                    | Дата и событие                                         | Защиты | Дней     |
| --- | ---- | ---------------------------------------------------------------------- | ------------------------------------------------------ | --- | -------- |
| 1 |      | Зак Маковски (поб. Эда Уэста)                                          | 14 октября 2010 Bellator 32 (Канзас-Сити, Миссури)     | | 547      |
| 2 |      | Эдуарду Дантас                                                         | 13 апреля 2012 Bellator 65 (Атлантик-Сити, Нью-Джерси) | 1. поб. Маркуса Галвана 14 февраля 2013 на Bellator 89 (Шарлотт, Северная Каролина) 2. поб. Энтони Леоне 14 февраля 2013 на Bellator 111 (Такервилл, Оклахома) | 911      |
| Травма не позволила Дантасу провести запланированную на май 2014-го года защиту титула против Джо Уоррена. В итоге, последний разыграл временный титул с Рафаэлом Силвой. |      |                                                                        |                                                        | |          |
| В1 |      | Джо Уоррен (поб. Рафаэла Силву в бою за титул временного чемпиона)     | 2 мая 2014 Bellator 118 (Атлантик-Сити, Нью-Джерси)    | |          |
| 3 |      | Джо Уоррен (поб. Эдуарду Дантаса в бою за титул бесспорного чемпиона)  | 10 октября 2014 Bellator 128 (Такервилл, Оклахома)     | | 169      |
| 4 |      | Маркус Галван                                                          | 27 марта 2015 Bellator 135 (Такервилл, Оклахома)       | | 448      |
| 5 |      | Эдуарду Дантас                                                         | 17 июля 2016 Bellator 156 (Фресно, Калифорния)         | 1. поб. Джо Уоррена 2 декабря 2016 на Bellator 166 (Такервилл, Оклахома)                                                                                       | 477/1388 |
| 6 |      | Дэррион Колдуэлл                                                       | 6 октября 2017 Bellator 184 (Такервилл, Оклахома)      | 1. поб. Леандру Хигу 2 марта 2018 на Bellator 195 (Такервилл, Оклахома)                                                                                        | 617      |
| 7 |      | Кёдзи Хоригути                                                         | 14 июня 2019 Bellator 222 (Нью-Йорк, Нью-Йорк)         | | 166      |
| Хоригути освободил титут 27 ноября 2019 года в связи с невозможностью провести защиту ввиду травмы.                                                                       |      |                                                                        |                                                        | |          |
| 8 |      | Хуан Арчулета (поб. Патрика Микса)                                     | 12 сентября 2020 Bellator 246 (Анкасвилл, Коннектикут) | | 242      |
| 9 |      | Серхио Петтис                                                          | 7 мая 2021 Bellator 258 (Анкасвилл, Коннектикут)       | 1. поб. Кёдзи Хоригути 3 декабря 2021 на Bellator 272 (Анкасвилл, Коннектикут) 2. поб. Патрисиу Фрейри 16 июня 2023 на Bellator 297 (Чикаго, Иллинойс)         | 924      |
| Травма не позволила Петтису провести запланированную защиту титула. |      |                                                                        |                                                        | |          |
| В2 |      | Рауфеон Стотс (поб. Хуана Арчулету в бою за титул временного чемпиона) | 23 апреля 2022 Bellator 279 (Гонолулу, Гавайи)         | |          |
| В3 |      | Патрик Микс (поб. Рауфеона Стотса в бою за титул временного чемпиона)  | 22 апреля 2023 Bellator 295 (Гонолулу, Гавайи)         | |          |
| 10 |      | Патрик Микс                                                            | 17 ноября 2023 Bellator 301 (Чикаго, Иллинойс)         | | 626+     |

### Чемпионки в женском полулёгком весе
136 — 145 фунтов (61 — 66 кг)
В 2016 году Bellator анонсировал введение женского полулёгкого дивизиона и розыгрыш чемпионского пояса между Марлос Кунен и Джулией Бадд на Bellator 155. Однако последняя получила травму, и была заменена на Алексис Дуфресне, которая не смогла уложиться в лимит, и, таким образом, её бой с Кунен потерял статус титульного. Поэтому чемпионский пояс был разыгран на Bellator 174 опять же между Кунен и Бадд.
| № | Фото | Имя                             | Дата и событие                                    | Защиты | Дней |
| - | ---- | ------------------------------- | ------------------------------------------------- | --- | ---- |
| 1 |      | Джулия Бадд (поб. Марлос Кунен) | 3 марта 2017 Bellator 174 (Такервилл, Оклахома)   | 1. поб. Арлен Бленкоу 1 декабря 2017 на Bellator 189 (Такервилл, Оклахома) 2. поб. Талиту Ногейру 13 июля 2018 на Bellator 202 (Такервилл, Оклахома) 3. поб. Ольгу Рубин 12 июля 2019 на Bellator 224 (Такервилл, Оклахома) | 1075 |
| 2 |      | Кристиана Жустину               | 25 января 2020 Bellator 238 (Инглвуд, Калифорния) | 1. поб. Арлен Бленкоу 16 октября 2020 на Bellator 249 (Анкасвилл, Коннектикут) 2. поб. Лести Смит 21 мая 2021 на Bellator 259 (Анкасвилл, Коннектикут) 3. поб. Синид Кавану 12 ноября 2021 на Bellator 271 (Холливуд, Флорида) 4. поб. Арлен Бленкоу 23 апреля 2022 на Bellator 279 (Гонолулу, Гавайи) 5. поб. Кэт Зингано 7 октября 2023 на Bellator 300 (Сан-Диего, Калифорния) | 663+ |

### Чемпионки в женском наилегчайшем весе
116 — 125 фунтов (53 — 57 кг)
| № | Фото | Имя                                      | Дата и событие                                             | Защиты | Дней  |
| - | ---- | ---------------------------------------- | ---------------------------------------------------------- | --- | ----- |
| 1 |      | Илима-Лей Макфарлейн (поб. Эмили Дукоте) | 3 ноября 2017 Bellator 186 (Юниверсити-Парк, Пенсильвания) | 1. поб. Алехандру Лару 29 июня 2018 на Bellator 201 (Темекьюла, Калифорния) 2. поб. Валери Летурно 15 декабря 2018 на Bellator 223 (Гонолулу, Гавайи) 3. поб. Вету Артеагу 27 апреля 2019 на Bellator 220 (Инглвуд, Калифорния) 4. поб. Кэйт Джексон 21 декабря 2019 на Bellator 236 (Гонолулу, Гавайи) | 1135  |
| 2 |      | Жулиана Веласкес                         | 10 декабря 2020 Bellator 254 (Анкасвилл, Коннектикут)      | 1. поб. Дениз Килхотз 16 июля 2021 на Bellator 262 (Анкасвилл, Коннектикут) | 498   |
| 3 |      | Лиз Кармуш                               | 22 апреля 2022 Bellator 278 (Гонолулу, Гавайи)             | 1. поб. Жулиану Веласкес 9 декабря 2022 на Bellator 289 (Анкасвилл, Коннектикут) 2. поб. ДеАнну Беннет 21 апреля 2023 на Bellator 294 (Гонолулу, Гавайи) 3. поб. Илима-Лей Макфарлейн 7 октября 2023 на Bellator 300 (Сан-Диего, Калифорния)                                                            | 1200+ |

### Чемпионки в женском минимальном весе
106 — 115 фунтов (48 — 52 кг)
| № | Фото | Имя                                         | Дата и событие                                  | Защиты | Дней |
| --- | ---- | ------------------------------------------- | ----------------------------------------------- | ------ | ---- |
| 1 |      | Зойла Фраусто (Гургел) (поб. Мэгуми Фудзии) | 28 октября 2010 Bellator 34 (Холливуд, Флорида) |        | 831  |
| В конце 2012 года контракт Фраусто истёк, и она покинула организацию. А летом 2013 года Bellator объявил о закрытии дивизиона. |      |                                             |                                                 |        |      |

## Обладатели чемпионских титулов по кикбоксингу

### Чемпионы в полусреднем весе
156 — 170 фунтов (71 — 77 кг)
| № | Фото | Имя                              | Дата и событие                                             | Защиты | Дней |
| - | ---- | -------------------------------- | ---------------------------------------------------------- | ------ | ---- |
| 1 |      | Карим Гаджи (поб. Мустафу Хайда) | 16 апреля 2016 Bellator 152 (Турин, Италия)                |        | 154  |
| 2 |      | Золтан Лажлак                    | 17 сентября 2016 Bellator Kickboxing 3 (Будапешт, Венгрия) |        | 208  |
| 3 |      | Карим Гаджи (2)                  | 14 апреля 2017 Bellator Kickboxing 6 (Будапешт, Венгрия)   |        | 2+   |

1. ↑  Фактически бой прошёл в категории до 75 кг, потому что на кону также стоял титул чемпиона ISKA[англ.] в этой категории.

### Чемпионки в женском наилегчайшем весе
116 — 125 фунтов (53 — 57 кг)
| № | Фото | Имя                                 | Дата и событие                                   | Защиты                                                                         | Дней |
| - | ---- | ----------------------------------- | ------------------------------------------------ | ------------------------------------------------------------------------------ | ---- |
| 1 |      | Дениз Килхотз (поб. Глорию Перитор) | 10 декабря 2016 Bellator 168 (Флоренция, Италия) | 1. поб. Мартин Мишилето 8 апреля 2017 на Bellator Kickboxing 5 (Турин, Италия) | 121+ |

## Победители Гран-при Bellator

### Первый сезон
3 апреля 2009 — 19 июня 2009
| Весовая категория | Победитель    | Финалист        | Событие     | Дата         | Источник |
| ----------------- | ------------- | --------------- | ----------- | ------------ | -------- |
| Легчайший вес     | Джо Сото      | Яир Рейес       | Bellator 10 | 5 июня 2009  | [ 88 ]   |
| Полусредний вес   | Лайман Гуд    | Омар Де Ла Крус | Bellator 11 | 12 июня 2009 | [ 51 ]   |
| Средний вес       | Эктор Ломбард | Джаред Хесс     | Bellator 12 | 19 июня 2009 | [ 30 ]   |
| Лёгкий вес        | Эдди Алварес  | Тоби Имада      | Bellator 12 | 19 июня 2009 | [ 30 ]   |

### Второй сезон
8 апреля 2010 — 24 июня 2010
| Весовая категория | Победитель         | Финалист        | Событие     | Дата         | Источник |
| ----------------- | ------------------ | --------------- | ----------- | ------------ | -------- |
| Лёгкий вес        | Пэт Каррен         | Тоби Имада      | Bellator 21 | 10 июня 2010 | [ 144 ]  |
| Полусредний вес   | Бен Аскрен         | Дэн Хорнбакл    | Bellator 22 | 17 июня 2010 | [ 145 ]  |
| Средний вес       | Александр Шлеменко | Брайан Бейкер   | Bellator 23 | 24 июня 2010 | [ 146 ]  |
| Легчайший вес     | Джо Уоррен         | Патрисиу Фрейре | Bellator 23 | 24 июня 2010 | [ 146 ]  |

### Третий сезон
12 августа 2010 — 28 октября 2010
| Весовая категория      | Победитель   | Финалист      | Событие     | Дата            | Источник |
| ---------------------- | ------------ | ------------- | ----------- | --------------- | -------- |
| Тяжёлый вес            | Коул Конрад  | Нил Гроув     | Bellator 32 | 14 октября 2010 | [ 1 ]    |
| Полулёгкий             | Зак Маковски | Эд Уэст       | Bellator 32 | 14 октября 2010 | [ 1 ]    |
| Минимальный вес (жен.) | Зойла Гургел | Мэгуми Фудзии | Bellator 34 | 28 октября 2010 | [ 31 ]   |

### Четвёртый сезон
5 марта 2011 — 21 мая 2011
| Весовая категория | Победитель       | Финалист       | Событие     | Дата        | Источник |
| ----------------- | ---------------- | -------------- | ----------- | ----------- | -------- |
| Полусредний вес   | Джей Хирон       | Рик Хоун       | Bellator 43 | 7 мая 2011  | [ 147 ]  |
| Лёгкий вес        | Майкл Чендлер    | Патрики Фрейре | Bellator 44 | 14 мая 2011 | [ 148 ]  |
| Легчайший вес     | Патрисиу Фрейре  | Дэниел Страус  | Bellator 45 | 21 мая 2011 | [ 13 ]   |
| Полутяжёлый вес   | Кристиан М’Пумбу | Ричард Хейл    | Bellator 45 | 21 мая 2011 | [ 13 ]   |

### Летняя серия 2011
25 июня 2011 — 20 августа 2011
| Весовая категория | Победитель | Финалист      | Событие     | Дата            | Источник |
| ----------------- | ---------- | ------------- | ----------- | --------------- | -------- |
| Полулёгкий вес    | Пэт Каррен | Марлон Сандру | Bellator 48 | 20 августа 2011 | [ 149 ]  |

### Пятый сезон
27 апреля 2011 — 26 ноября 2011
| Весовая категория | Победитель         | Финалист     | Событие     | Дата           | Источник |
| ----------------- | ------------------ | ------------ | ----------- | -------------- | -------- |
| Средний вес       | Александр Шлеменко | Витор Вианна | Bellator 57 | 12 ноября 2011 | [ 150 ]  |
| Полусредний вес   | Дуглас Лима        | Бен Сондерс  | Bellator 57 | 12 ноября 2011 | [ 150 ]  |
| Легчайший вес     | Эдуарду Дантас     | Алексис Вила | Bellator 59 | 26 ноября 2011 | [ 151 ]  |
| Тяжёлый вес       | Эрик Приндл        | Тиагу Сантус | [ * 1 ]     | 23 марта 2012  | [ 152 ]  |

1. ↑  В финал турнира тяжеловесов вышли Эрик Приндл и Тиагу Сантус. Их бой 26 ноября 2011 года на Bellator 59 был признан несостоявшимся. Назначенный на Bellator 61 реванш из-за болезни Приндла был перенесён на Bellator 62. Однако бой вновь не состоялся, на сей раз по причине того, что Сантус не уложился в рамки тяжёлой весовой категории. В итоге, победителем турнира был назван Приндл.

### Шестой сезон
9 марта 2012 — 25 мая 2012
| Весовая категория | Победитель    | Финалист      | Событие     | Дата            | Источник |
| ----------------- | ------------- | ------------- | ----------- | --------------- | -------- |
| Полулёгкий вес    | Дэниел Страус | Марлон Сандру | Bellator 68 | 11 мая 2012     | [ 153 ]  |
| Средний вес       | Майкел Фалкан | Андреас Спанг | Bellator 69 | 18 мая 2012     | [ 154 ]  |
| Легкий вес        | Рик Хоун      | Брент Видман  | Bellator 70 | 25 мая 2012     | [ 2 ]    |
| Полусредний вес   | Карл Амуссу   | Брайан Бейкер | Bellator 72 | 20 июля 2012    | [ 155 ]  |
| Легчайший вес     | Маркус Галван | Луис Ногейра  | Bellator 73 | 24 августа 2012 | [ 156 ]  |

### Летняя серия 2012
22 июня 2012 — 24 августа 2012
| Весовая категория | Победитель | Финалист    | Событие     | Дата            | Источник |
| ----------------- | ---------- | ----------- | ----------- | --------------- | -------- |
| Полутяжёлый вес   | Аттила Вег | Трэвис Виуф | Bellator 73 | 24 августа 2012 | [ 156 ]  |

### Седьмой сезон
28 сентября 2012 — 14 декабря 2012
| Весовая категория | Победитель         | Финалист     | Событие     | Дата            | Источник |
| ----------------- | ------------------ | ------------ | ----------- | --------------- | -------- |
| Полусредний вес   | Андрей Корешков    | Лайман Гуд   | Bellator 82 | 30 ноября 2012  | [ 157 ]  |
| Тяжёлый вес       | Александр Волков   | Ричард Хейл  | Bellator 84 | 14 декабря 2012 | [ 4 ]    |
| Полулёгкий вес    | Шахбулат Шамхалаев | Рэд Мартинес | Bellator 90 | 21 февраля 2013 | [ 158 ]  |
| Лёгкий вес        | Дейв Дженсен       | Марцин Хельд | Bellator 93 | 21 марта 2013   | [ 159 ]  |

1. ↑  Первоначально Шамхалаев должен был встретиться с Мартинесом 7 декабря на Bellator 83, однако незадолго до боя от получил пищевое отравление. Бой был сначала перенесён на Bellator 94, однако впоследствии отложен на месяц:
Erickson, Matt (12 ноября 2012). Tourney finals flip-flop with lightweights headed to Bellator 84, featherweights to Bellator 83 (англ.). mmajunkie.com. Архивировано 23 марта 2017. Дата обращения: 22 марта 2017.
Bellator's Rad Martinez-Shahbulat Shamhalaev tourney final moved to Season 8 (англ.). mmajunkie.com. 11 декабря 2012. Архивировано 23 марта 2017. Дата обращения: 22 марта 2017.
2. ↑  Хельд не был допущен к запланированному на Bellator 84 финальному бою турнира легковесов, так как 12 декабря 2012 года его возраст составлял 20 лет, а по закону штата Индиана допуск в казино, в одном из которых и проходили бои, разрешён лишь с 21 года. Примечательно, что запрет наложила не Спортивная Комиссия, выдавшая ранее Хельду лицензию профессионального бойца, а Комиссия по азартным играм (Indiana Gaming Commission):
Bjorn Rebney explains Bellator 84's removal of lightweight-tournament final (англ.). 15 декабря 2012. Архивировано 23 марта 2017. Дата обращения: 22 марта 2017.

### Восьмой сезон
17 января 2013 — 4 апреля 2013
| Весовая категория | Победитель             | Финалист    | Событие      | Дата             | Источник |
| ----------------- | ---------------------- | ----------- | ------------ | ---------------- | -------- |
| Полутяжёлый вес   | Эмануэль Ньютон        | Михаил Заяц | Bellator 94  | 28 марта 2013    | [ 160 ]  |
| Лёгкий вес        | Дэвид Риклз            | Саад Авад   | Bellator 94  | 28 марта 2013    | [ 160 ]  |
| Средний вес       | Даг Маршалл            | Бретт Купер | Bellator 95  | 4 апреля 2013    | [ 91 ]   |
| Полулёгкий вес    | Магомедрасул Хасбулаев | Майк Ричмен | Bellator 95  | 4 апреля 2013    | [ 91 ]   |
| Полусредний вес   | Дуглас Лима            | Бен Сондерс | Bellator 100 | 20 сентября 2013 | [ 161 ]  |

1. ↑  Первоначально Лима должен был встретиться с Сондерсом 21 марта на Bellator 93, но в полуфинальном бою он сломал руку, поэтому финал был перенесён на осень:
Bellator's Douglas Lima breaks hand, tourney final with Saunders moves to summer (англ.). mmajunkie.com. 5 марта 2013. Архивировано 22 марта 2017. Дата обращения: 21 марта 2017.

### Летняя серия 2013
19 июня 2013 — 31 июля 2013
| Весовая категория | Победитель      | Финалист       | Событие      | Дата           | Источник |
| ----------------- | --------------- | -------------- | ------------ | -------------- | -------- |
| Тяжёлый вес       | Виталий Минаков | Райан Мартинес | Bellator 97  | 31 июля 2013   | [ 56 ]   |
| Полутяжёлый вес   | Мухаммед Лаваль | Джэйкоб Ноэ    | Bellator 97  | 31 июля 2013   | [ 56 ]   |
| Легчайший вес     | Рафаэл Силва    | Энтони Леоне   | Bellator 102 | 4 октября 2013 | [ 162 ]  |

### Девятый сезон
7 сентября 2013 — 22 ноября 2013
| Весовая категория | Победитель      | Финалист             | Событие      | Дата           | Источник |
| ----------------- | --------------- | -------------------- | ------------ | -------------- | -------- |
| Тяжёлый вес       | Чейк Конго      | Питер Грэм           | Bellator 107 | 8 ноября 2013  | [ 163 ]  |
| Средний вес       | Бреннан Уорд    | Миккель Парло        | Bellator 107 | 8 ноября 2013  | [ 163 ]  |
| Легчайший вес     | Джо Уоррен      | Трэвис Маркс         | Bellator 107 | 8 ноября 2013  | [ 163 ]  |
| Полулёгкий вес    | Патрисиу Фрейре | Джастин Уилкокс      | Bellator 108 | 15 ноября 2013 | [ 5 ]    |
| Полусредний вес   | Рик Хоун        | Рон Кеслар           | Bellator 109 | 22 ноября 2013 | [ 35 ]   |
| Лёгкий вес        | Уилл Брукс      | Александр Сарнавский | Bellator 109 | 22 ноября 2013 | [ 35 ]   |

### Десятый сезон
28 февраля 2014 — 17 мая 2014
| Весовая категория | Победитель       | Финалист        | Событие      | Дата             | Источник |
| ----------------- | ---------------- | --------------- | ------------ | ---------------- | -------- |
| Полулёгкий вес    | Даниэль Вайхель  | Десмонд Грин    | Bellator 119 | 9 мая 2014       | [ 164 ]  |
| Тяжёлый вес       | Александр Волков | Благой Иванов   | Bellator 120 | 17 мая 2014      | [ 75 ]   |
| Полутяжёлый вес   | Куинтон Джексон  | Мухаммед Лаваль | Bellator 120 | 17 мая 2014      | [ 75 ]   |
| Средний вес       | Брэндон Холси    | Бретт Купер     | Bellator 122 | 25 июля 2014     | [ 165 ]  |
| Полусредний вес   | Андрей Корешков  | Адам Макдоно    | Bellator 122 | 25 июля 2014     | [ 165 ]  |
| Лёгкий вес        | Марцин Хельд     | Патрики Фрейре  | Bellator 126 | 26 сентября 2014 | [ 37 ]   |

### Летняя серия 2013
6 июня 2014 — 25 июля 2014
| Весовая категория | Победитель   | Финалист       | Событие      | Дата             | Источник |
| ----------------- | ------------ | -------------- | ------------ | ---------------- | -------- |
| Полутяжёлый вес   | Лиам Макгири | Келли Анундсон | Bellator 124 | 14 сентября 2014 | [ 17 ]   |

### Bellator Dynamite 1
19 сентября 2015
| Весовая категория | Победитель | Финалист       | Событие      | Дата             | Источник |
| ----------------- | ---------- | -------------- | ------------ | ---------------- | -------- |
| Полутяжёлый вес   | Фил Дэвис  | Франсис Кармон | Bellator 142 | 19 сентября 2015 | [ 20 ]   |